# Валя-Попій (Васлуй)
Валя-Попій (рум. Valea Popii) — село у повіті Васлуй в Румунії. Входить до складу комуни Тодірешть.
Село розташоване на відстані 288 км на північ від Бухареста, 34 км на північний захід від Васлуя, 35 км на південь від Ясс.

## Населення
За даними перепису населення 2002 року у селі проживали 163 особи, усі — румуни. Усі жителі села рідною мовою назвали румунську.